# アムステルダムの青物市場
『アムステルダムの青物市場』（アムステルダムのあおものいちば、仏: Le Marché aux herbes d'Amsterdam, 英: The Vegetable Market in Amsterdam）は、17世紀オランダ絵画黄金時代の画家ハブリエル・メツーがアムステルダム時代の円熟期にあたる1660-1661年にキャンバス上に油彩で制作した絵画である。画面下部右端にある封筒に「Metsu」という画家の署名が記されている。1783年にフランス国王ルイ16世に購入された作品で、現在、パリのルーヴル美術館に所蔵されている。

## 作品
本作に描かれているのは、青物市場が開かれていたアムステルダムのプリンセンフラハト地区である。メツーはここに居住していたため、彼の家からは画面の背後にある建物が見ることができた。
運河に面した市場の一角を舞台に、値段を巡って言い争う女たちや、買い物に来た若い女に口説きかける男の姿が生き生きと表されている。前景の野菜や鳥籠の迫真的な細密描写には、レイデンに生まれ、ヘラルト・ドウの影響を受けたメツーの本領が発揮されている。ちなみに、中央の男女の情景は、オランダの詩人・劇作家のヘルブラント・ブレデーロが1615年に書いた喜劇で、当時非常に人気のあったモールチェ (Moortje) を示唆したものとなっている。
研究者ホフステーデ・デ・フロートは、1908年に本作について「素晴らしい作品であるが、非常に傷んだ状態にある。全体として、木々はうまく描けておらず、メツーが風景画家でなかったのは明らかである」と述べている。
また、研究者シーモア・スライヴは、1833年に以下のように述べている。「この重要な作品は、画家の傑作であると評価されてきた。そして、作品が売却されてきた折々の高価格はその意見を証だてている。しかし、著者は決して同意することはできない。なぜなら、この作品には、識者の賞賛を得るためのずっと高い基準が求められるからである」。

## 細部
この絵画は最近洗浄され、以前よりよく細部を見ることが可能となった。

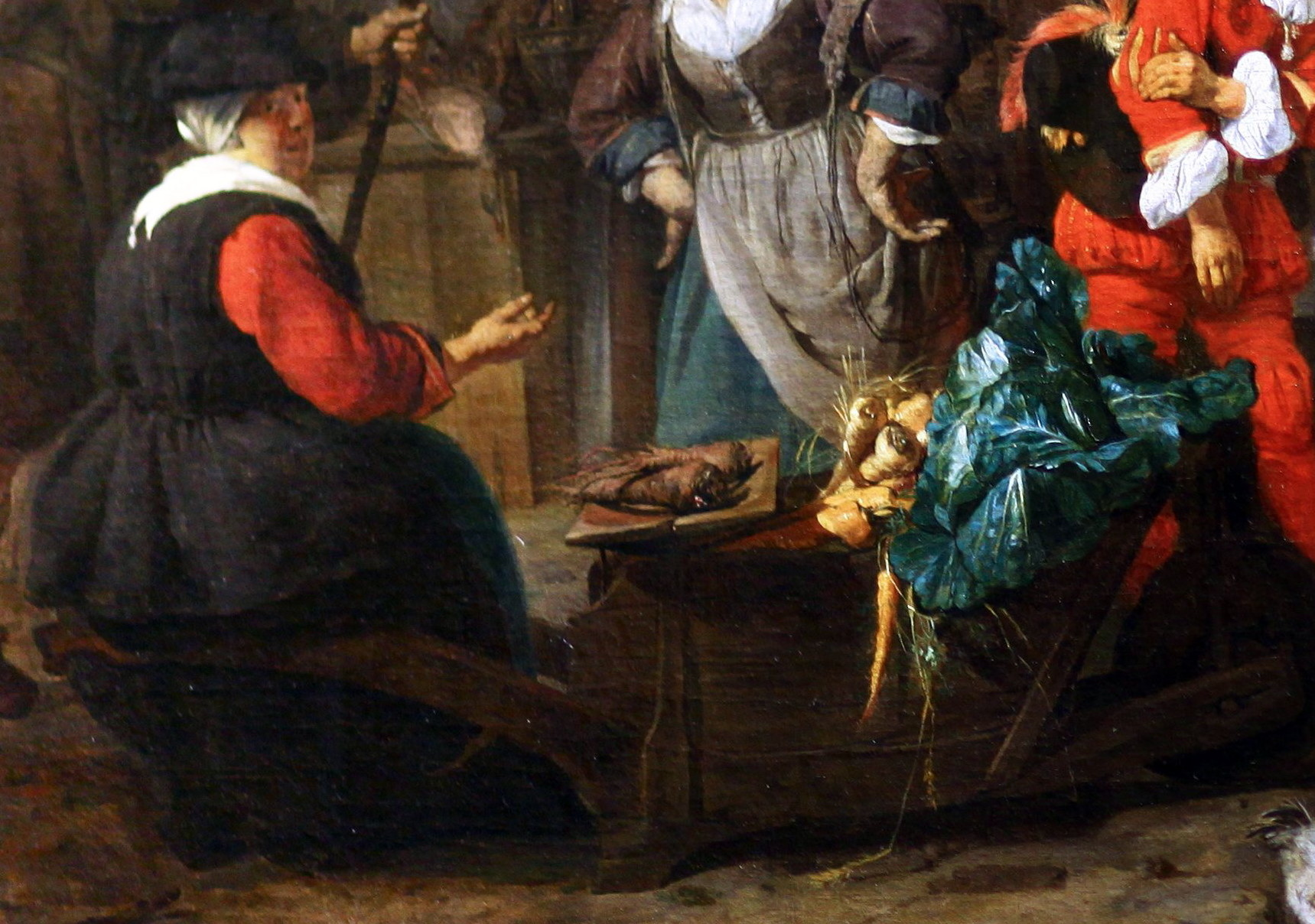
市場の女が手押し車の上に腰かけ、鑑賞者を見ている。
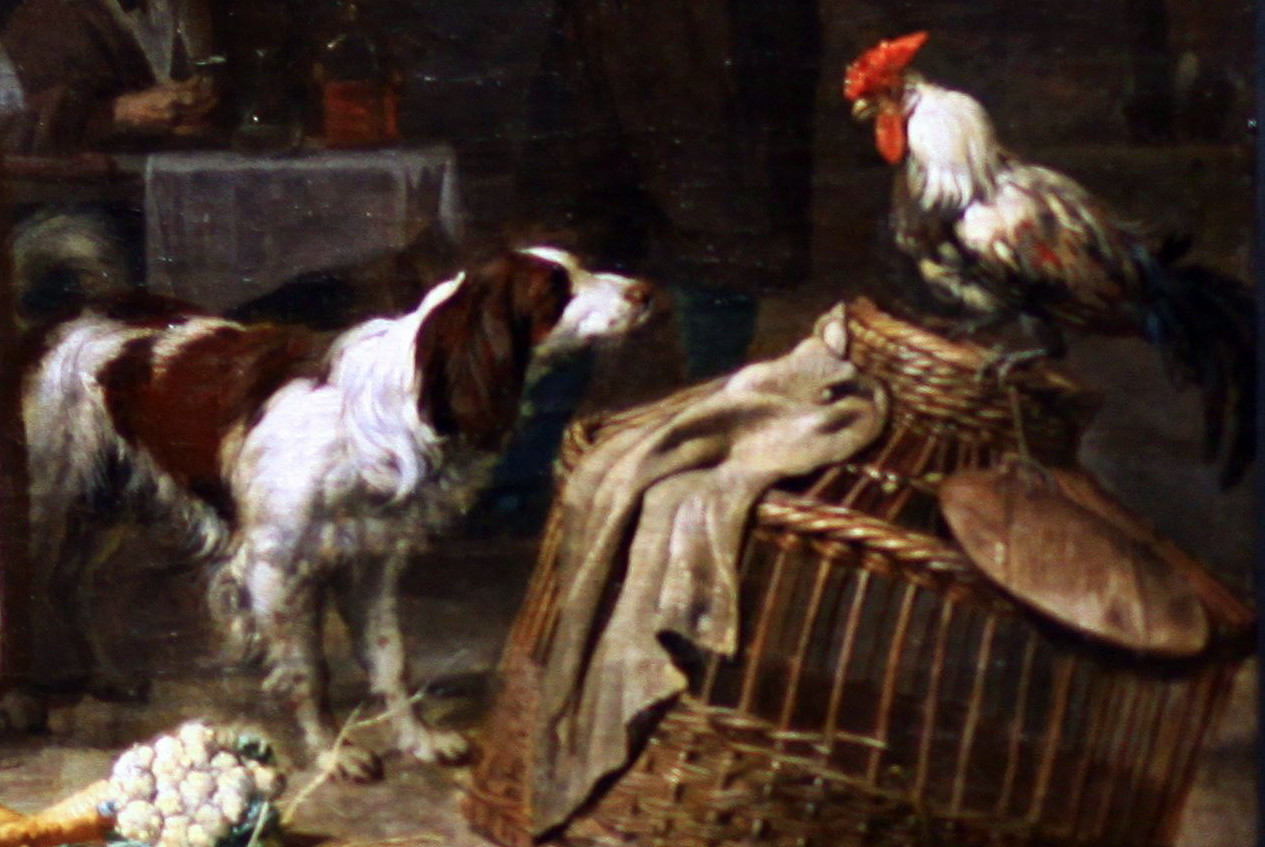
犬は、檻につながれている雄鶏を殺してしまうかもしれない。
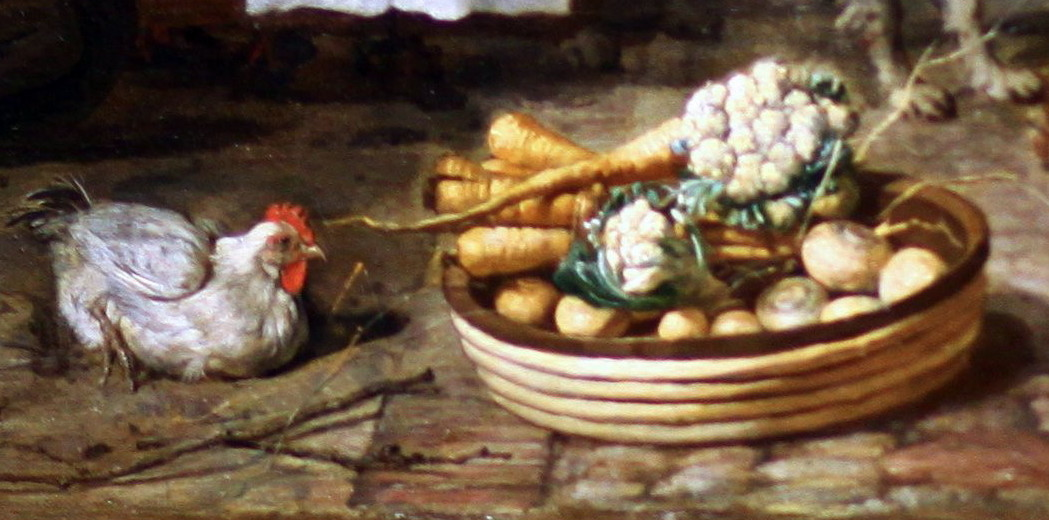
鶏は自由に見えるが、いっしょに料理されることになる野菜を物憂げに見つめている。
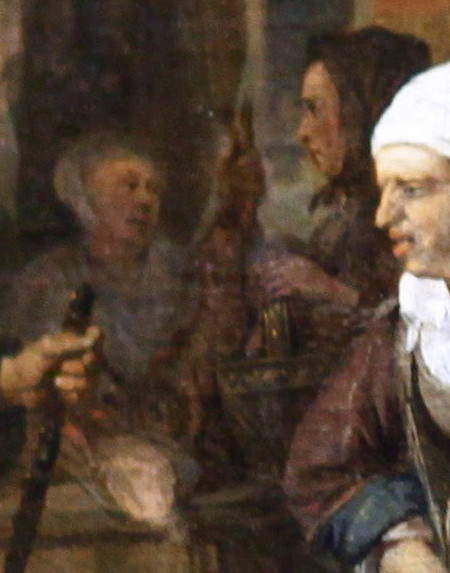
客が屋台の店にいる女から野ウサギを買っている。
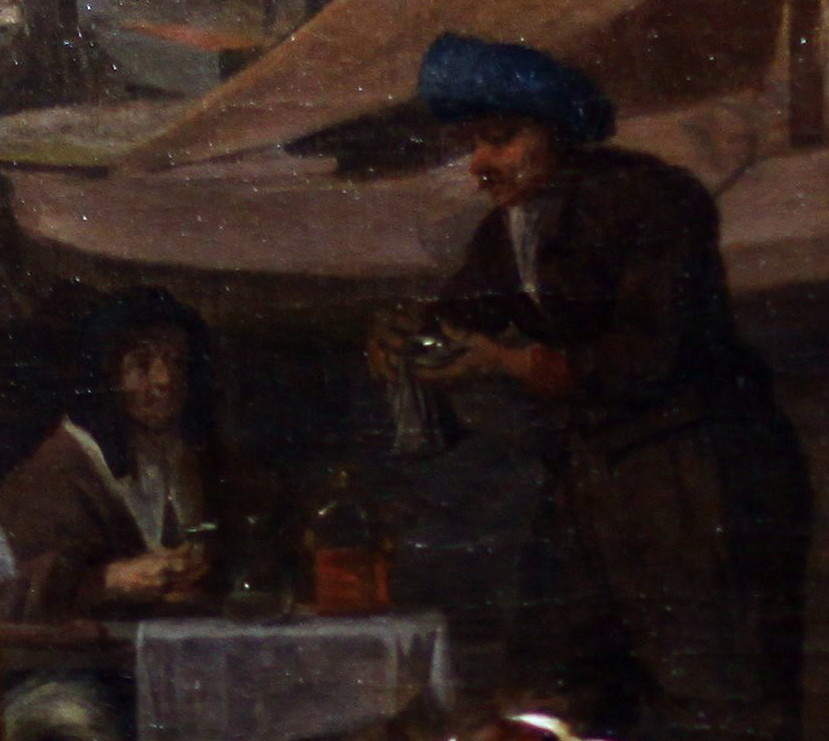
座っている女がターバンを巻いた男を注意深く見ている。彼は、おそらく藪医者がお茶売りである。
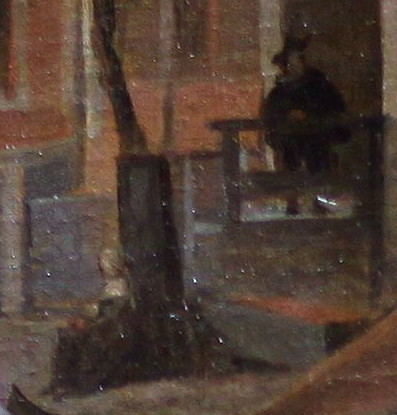
運河の反対側からは、男と女が市場を見ているようである。
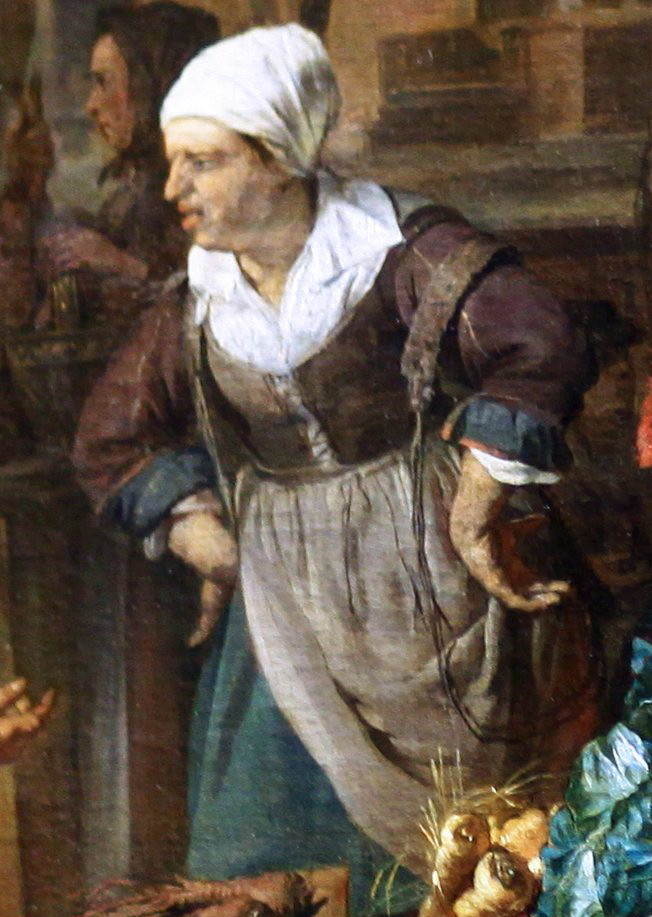
この女は手押し車の所有者である。彼女は、手押し車の把手を支えるために使った紐を身に着けている。
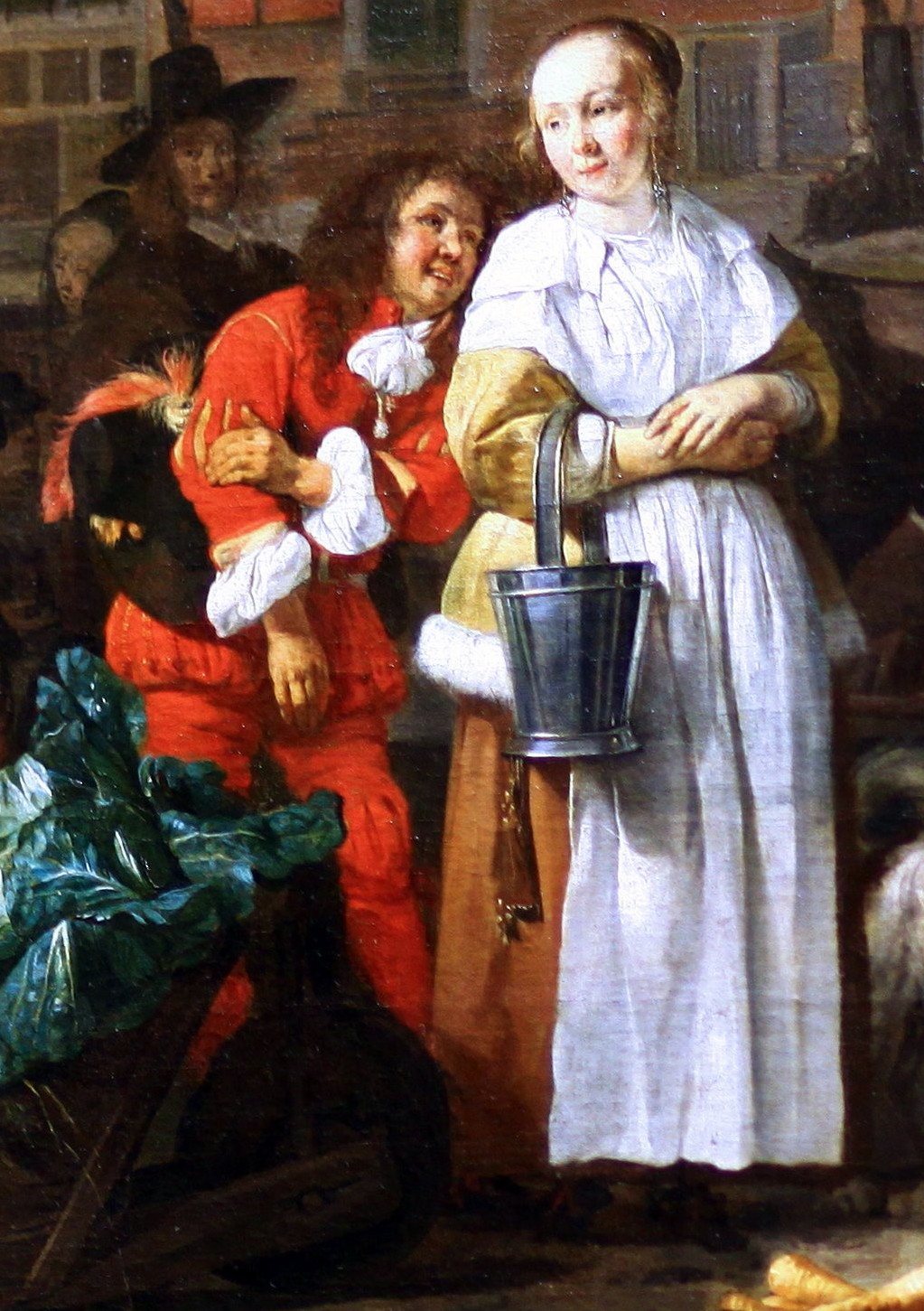
若い女が家禽売りを待つ間、舞台衣装を着けた若い男が彼女に話しかけている。
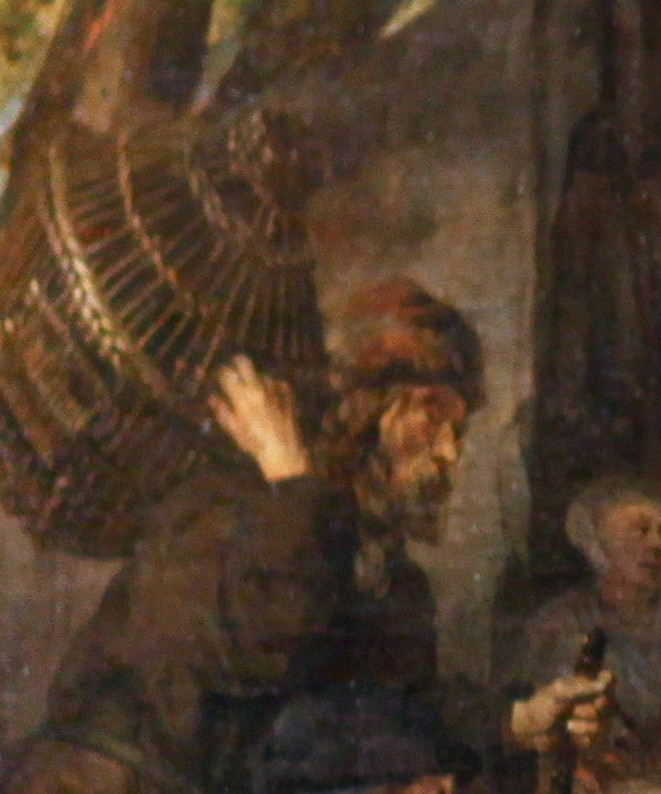
家禽売りは鶏の籠を抱えながら、客を見ている。